# 热贝维莱
热贝维莱（法語：Gerbéviller，法語發音：[ʒɛʁbevile]）是法国默尔特-摩泽尔省的一个市镇，属于吕内维尔区。

## 地理
热贝维莱（48°29'43"N, 6°30'36"E）面积23.94 平方千米，位于法国大東部大區默尔特-摩泽尔省，该省份为法国东北部内陆省份，是洛林的一部分，北邻比利时、卢森堡，北起顺时针与摩泽尔省、下莱茵省、孚日省和默兹省接壤。
与热贝维莱接壤的市镇（或旧市镇、城区）包括：拉马特、弗兰布瓦、欧东维尔、埃里梅尼勒、莫里维莱、穆瓦延、勒姆诺维尔、瑟朗维尔、瓦卢瓦、克塞尔马梅尼勒。

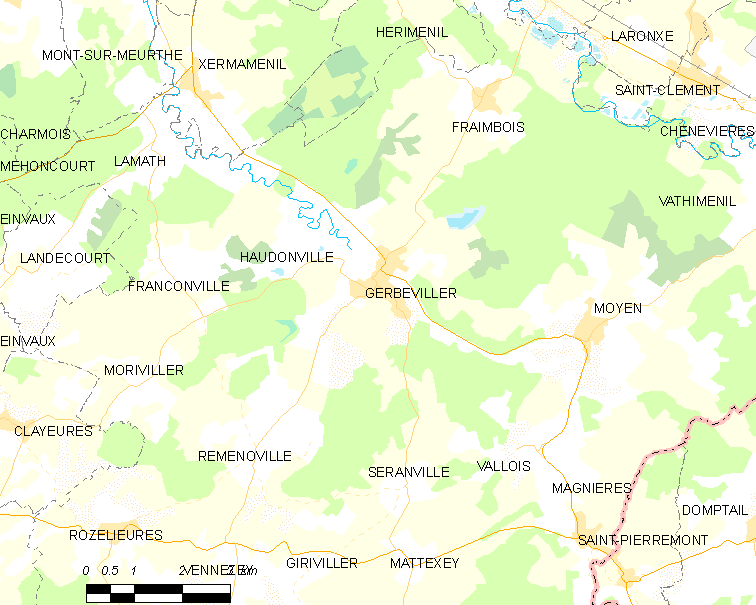
热贝维莱的OSM定位图

热贝维莱的时区为UTC+01:00、UTC+02:00（夏令时）。

## 行政
热贝维莱的邮政编码为54830，INSEE市镇编码为54222。

## 政治
热贝维莱所属的省级选区为吕内维尔第二县。

## 人口

1962-2008年间热贝维莱人口变化图示

热贝维莱于2022年1月1日时的人口数量为1319人。